# Coprinopsis geesterani
Coprinopsis geesterani är en svampart som tillhör divisionen basidiesvampar, och som först beskrevs av C.B. Uljé, och fick sitt nu gällande namn av Redhead, Vilgalys och Jean-Marc Moncalvo. Coprinopsis geesterani ingår i släktet Coprinopsis, och familjen Psathyrellaceae. Arten har ej påträffats i Sverige.